# Tristagma graminifolium
Tristagma graminifolium är en amaryllisväxtart som först beskrevs av Rodolfo Amando Philippi, och fick sitt nu gällande namn av Pierfelice Ravenna. Tristagma graminifolium ingår i släktet Tristagma och familjen amaryllisväxter. Inga underarter finns listade i Catalogue of Life.